# Цветово (Зеньковский район)

Цветово (укр. Цвітове) — село,
Борковский сельский совет,
Зеньковский район,
Полтавская область,
Украина.
Код КОАТУУ — 5321381003. Население по переписи 2001 года составляло 2 человека.

## Географическое положение
Село Цветово находится в 2-х км от левого берега реки Мужева-Долина.
На расстоянии в 0,5 км расположено село Гришки.
По селу протекает пересыхающий ручей с запрудой.

## История
Было приписана к церкви в Борках как хутор Светов
Есть на карте 1869 года как хутор Светов
В списке населеных мест Полтавской губернии за 1910 год записан как Крамаровщина (Светов)